# 빌랴카시

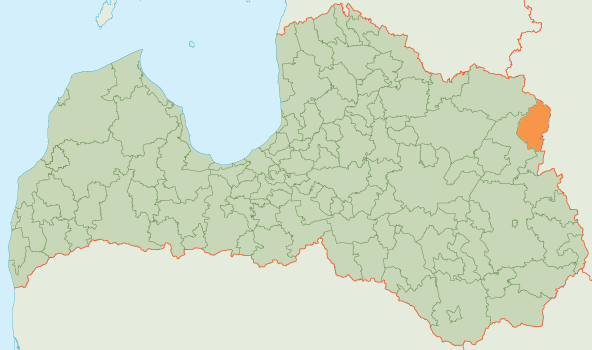
빌랴카 시의 위치

빌랴카시(라트비아어: Viļakas novads)는 라트비아의 지방 자치체로 행정 중심지는 빌랴카이며 면적은 639.7km2, 인구는 6,545명(2009년 기준), 인구 밀도는 10명/km2이다. 1개 도시, 6개 교구를 관할한다.